# Volkert Kraeft
Volkert Kraeft (* 7. August 1941 in Timmendorfer Strand) ist ein deutscher Schauspieler und Synchronsprecher.

## Leben
Mit seinen beiden Geschwistern wuchs Volkert Kraeft in Lübeck und Kiel auf. Das Theater wurde, nachdem er erste Erfahrungen im Schülertheater machte, seine Leidenschaft. Aus dieser entwickelte sich sein späterer Berufswunsch. Sein Vater, Handwerker, stellte sich gegen diesen Lebenswunsch. Volkert Kraeft machte daher zunächst eine Lehre als Industriekaufmann, nahm aber nebenbei Unterricht bei einem Schauspieler in Kiel. Schließlich jobbte er nach seiner Ausbildung, um seinen privaten Unterricht zu finanzieren.
Seine erste Rolle bekam er im Stadttheater Kiel. Mit dem ersten Engagement am Stadttheater Lüneburg begann 1963 sein neues Leben. Es folgten Verpflichtungen an der Landesbühne Hannover, am Staatstheater Kassel und am Stadttheater Ingolstadt. Von 1967 bis 1971 gehörte er zum Ensemble des Theaters der Freien Hansestadt Bremen, 1973/74 spielte er am Thalia Theater in Hamburg. Kraeft gastierte an vielen anderen Bühnen wie dem Deutschen Schauspielhaus in Hamburg, bei den Bad Hersfelder Festspielen (1975), bei den Ruhrfestspielen in Recklinghausen (1972, 1979, 1982) und an den Städtischen Bühnen Nürnberg (1982).
Am Theater in Ingolstadt entdeckte ihn Fritz Umgelter für seine erste Fernsehrolle in Bratkartoffeln inbegriffen. Volkert Kraeft wurde schließlich bekannter und in vielen Rollen besetzt, von da an begann eine große Karriere, insbesondere im Fernsehen. 1980 hatte er als Hauptkommissar Sander einen Auftritt als Tatort-Kommissar im Frankfurter Tatort Mit nackten Füßen; die Folge wurde wegen seiner missverständlichen Ausdrucksweise über Epileptiker in der Filmhandlung bisher nicht wiederholt (so genannte Giftschrank-Folge).
Bei den Dreharbeiten zur Serie Die Buddenbrooks lernte Kraeft im Jahre 1978 seine spätere Ehefrau Edeltraut kennen. Neun Jahre später heirateten sie.
Volkert Kraeft lebt in Rosbach v. d. Höhe und engagierte sich im nahegelegenen Friedberg (Hessen) in der Jugendarbeit des dortigen Golfclub Friedberg/H. e. V.

## Filmografie (Auswahl)

### Fernsehen
- 1966: Probe für Cleopatra (Kurzfilm)
- 1967: Herrenhaus (Fernsehfilm)
- 1967: Bratkartoffeln inbegriffen (Fernsehfilm)
- 1967: Die Affäre Eulenburg (Fernsehfilm)
- 1967: Crumbles letzte Chance (Fernsehfilm)
- 1967: Sieben Wochen auf dem Eis (Fernsehfilm)
- 1968–1969: Drei Frauen im Haus (Fernsehserie, 8 Folgen)
- 1969: Marinemeuterei 1917 (Fernsehfilm)
- 1969: Polizeifunk ruft (Fernsehserie, 1 Folge)
- 1969: Rumpelstilz (Fernsehfilm)
- 1969: Rebellion der Verlorenen (Fernsehserie, 1 Folge)
- 1970: Der Kommissar: Wie die Wölfe (Fernsehserie)
- 1970: Das Haus Lunjowo (Fernsehfilm)
- 1970: Schlagzeilen über einen Mord (Fernsehfilm)
- 1970: Königin Christine (Fernsehfilm)
- 1970: Die blinden Ameisen (Fernsehfilm)
- 1970–1971: Der Kurier der Kaiserin (Fernsehserie, 8 Folgen)
- 1971: Viel Getu’ um nichts (Fernsehfilm)
- 1971: Augenzeugen müssen blind sein (Fernsehfilm)
- 1971: Sonntags früh im Parkhaus (Kurzfilm)
- 1971: Elsa Brändström (Fernsehfilm)
- 1971: Mit Achtzehn (Fernsehfilm)
- 1971: Paul Esbeck (Fernsehfilm)
- 1971: Das Ding an sich – und wie man es dreht (Fernsehfilm)
- 1971: Der Kommissar: Der Tod des Herrn Kurusch
- 1972: Unsere heile Welt (Fernsehserie, 1 Folge)
- 1972: Wir 13 sind 17 (Fernsehserie, 1 Folge)
- 1972: Alpha Alpha (Fernsehserie, 1 Folge)
- 1972: Die Promotionsfeier (Fernsehfilm)
- 1972: Merkwürdige Geschichten (Fernsehserie, Folge 1x11: Ein Wink des Schicksals)
- 1972: Das Geheimnis der alten Mamsell (Fernsehfilm nach E. Marlitt)
- 1973: Die merkwürdige Lebensgeschichte des Friedrich Freiherrn von der Trenck – Auf der Flucht (Fernsehserie)
- 1973: Tod auf der Themse (Fernsehfilm)
- 1973: Boney (Fernsehserie, 1 Folge)
- 1973: Wenn alle anderen fehlen (Fernsehfilm)
- 1973: Liebe leidet mit Lust (Fernsehfilm)
- 1973: Nestwärme (Fernsehfilm)
- 1974: Die Kriegsbraut (Fernsehfilm nach Hedwig Courths-Mahler)
- 1974: Sonderdezernat K1 – (Fernsehserie, Folge: Friedhofsballade)
- 1975: Der Stechlin (Fernseh-Dreiteiler)
- 1975: Eine ganz gewöhnliche Geschichte (Fernsehserie)
- 1976: Ein Fall für Stein (Fernsehserie, 13 Folgen)
- 1976: Die Affäre Lerouge (Fernseh-Zweiteiler)
- 1976: Der Winter, der ein Sommer war (Fernsehserie, Teil 3)
- 1975: Pariser Geschichten (Fernsehserie, 1 Folge)
- 1976: Ein Fall für Stein (Fernsehserie, 13 Folgen)
- 1976–1991: Derrick (Fernsehserie, 5 Folgen)
- 1977: Sonderdezernat K1 – (Folge: Der Blumenmörder)
- 1978: Hinter dem Vorhang (Fernsehfilm)
- 1978: Eine Dummheit macht auch der Gescheiteste (Fernsehfilm)
- 1978–1979: Café Wernicke (20-teilige Fernsehserie)
- 1979: Die Buddenbrooks (Fernsehserie, 10 Folgen)
- 1980: Tatort: Mit nackten Füßen
- 1980: Tatort: Schußfahrt
- 1980: Das Drehbuch (Fernsehfilm)
- 1980: Land, das meine Sprache spricht (Fernsehfilm)
- 1980–1981: Café Wernicke (Fernsehserie, 6 Folgen)
- 1981: Die Laurents (Fernsehserie, 3 Folgen)
- 1981: Knittels Scheidung
- 1981–2016: Das Traumschiff (Fernsehserie, 5 Folgen)
- 1982: Unheimliche Geschichten (Fernsehserie, 1 Folge: Als die Zeit stillstand)
- 1982: Reden muß man miteinander (Fernsehserie, 1 Folge)
- 1982–1983: Vom Webstuhl zur Weltmacht (Fernsehserie)
- 1984: Titanic (Fernsehfilm)
- 1984: Bali (Fernsehfilm)
- 1984: Mensch ohne Fahrschein (Fernsehfilm)
- 1985: Ich knüpfte manche zarte Bande (Fernsehfilm, Segment 4 „Spätlese“)
- 1985: Ein Fall für zwei (Fernsehserie, Folge 33: „Fluchtgeld“)
- 1986: Es muß nicht immer Mord sein (Fernsehserie, 1 Folge)
- 1986: Detektivbüro Roth (Fernsehserie, 1 Folge)
- 1986: S.Y. Arche Noah (Fernsehserie, 8 Folgen)
- 1986: Bankgeheimnisse (Fernsehfilm)
- 1987: Das Wahlergebnis (Fernsehfilm)
- 1987: Hjärtat (Fernsehfilm)
- 1987: Das Erbe der Guldenburgs (Fernsehserie, 1 Folge)
- 1988: Die Schwarzwaldklinik (Fernsehserie, 3 Folgen)
- 1988: Lorentz und Söhne (Fernsehserie)
- 1988: Michas Flucht (Fernsehfilm)
- 1989: Karambolage (Fernsehfilm)
- 1989–1992: Der Alte (Fernsehserie, 3 Folgen)
- 1989–1993: Zwei Münchner in Hamburg (Fernsehserie, 35 Folgen)
- 1991: Altes Herz wird nochmal jung (Fernsehfilm, Segment „Spätlese“)
- 1991: Insel der Träume (Fernsehserie, 1 Folge)
- 1992: Oppen und Ehrlich (Fernsehserie)
- 1992: Mutter und Söhne (Fernsehfilm)
- 1992: Plantage allee (Fernsehserie, 1 Folge)
- 1992: Der Fotograf oder Das Auge Gottes (Fernsehserie)
- 1992: Dornberger (Fernsehfilm)
- 1992–1997: Die Männer vom K3 (Fernsehserie, 2 Folgen)
- 1992–2006: Forsthaus Falkenau (Fernsehserie, 106 Folgen)
- 1993: Auto Fritze (Fernsehserie)
- 1993–2005: Evelyn Hamanns Geschichten aus dem Leben (Fernsehserie, 7 Folgen)
- 1994–1996: Frankenberg (Fernsehserie, 27 Folgen)
- 1994: Natalie – Endstation Babystrich (Fernsehfilm)
- 1996: Rosamunde Pilcher – Schneesturm im Frühling (Fernsehfilm)
- 1995: Ein unvergeßliches Wochenende (Fernsehserie, 1 Folge)
- 1996: Gegen den Wind (Fernsehserie, 1 Folge)
- 1996: Die Flughafenklinik (Fernsehserie, 1 Folge)
- 1997: Sophie – Schlauer als die Polizei (Fernsehserie, 1 Folge)
- 1997: Küstenwache (Fernsehserie, 1 Folge)
- 1997: Kurklinik Rosenau (Fernsehserie, 1 Folge)
- 1997: girl friends – Freundschaft mit Herz (Fernsehserie, 1 Folge)
- 1998: Wiedersehen in Palma (Fernsehfilm)
- 1998: Lisa Falk – Eine Frau für alle Fälle (Fernsehserie, 1 Folge)
- 1999: Traumfrau mit Nebenwirkungen (Fernsehfilm)
- 1999: Ärzte (Fernsehserie, 1 Folge)
- 2000: Im Namen des Gesetzes (Fernsehserie, 1 Folge)
- 2005: Adelheid und ihre Mörder (Fernsehserie, 2 Folgen)
- 2005–2008: Fünf Sterne (Fernsehserie, 25 Folgen)
- 2007–2014: Inga Lindström (Fernsehfilmreihe, 2 Folgen)
- 2008: SOKO München (Fernsehserie, 1 Folge)
- 2009: SOKO Köln (Fernsehserie, 1 Folge)
- 2006: Rosamunde Pilcher – Die Liebe ihres Lebens (Fernsehfilm)
- 2009: Geld.Macht.Liebe (Fernsehserie, 2 Folgen)
- 2010: Im Schatten des Pferdemondes (Fernsehfilm)
- 2010: Der letzte Patriarch (Fernsehfilm)
- 2010: Die Rosenheim-Cops – Eine Jagd mit Folgen (Fernsehserie)
- 2010: Notruf Hafenkante – Der Preis des Glücks (Fernsehserie)
- 2012: Kreuzfahrt ins Glück – Jersey (Fernsehserie)
- 2013: Engel der Gerechtigkeit: Ärztepfusch (Fernsehfilm)
- 2014: SOKO Kitzbühel – Feine Gesellschaft (Fernsehserie)
- 2015: Die Rosenheim-Cops – Ein Abgang mit Blubb (Fernsehserie)
- 2015: Tatort: Dicker als Wasser

### Kino
- 1967: Eine Handvoll Helden
- 1977: Das Schlangenei
- 1978: Zwischengleis
- 1984: Der Sheriff von Linsenbach
- 1989: Beim nächsten Mann wird alles anders

## Synchronisation
Als Synchronsprecher lieh er u. a. Van Heflin (Akt der Gewalt), John Hurt (Der Todesschrei), Gerald McRaney (Die unendliche Geschichte), Martin Short (Das Millionen-Ding) und Burt Reynolds (B.L. Stryker) seine Stimme.